# Vela nos Jogos Olímpicos de Verão de 1920 - 6.5 Metre
As provas da classe 6.5 Metre da vela nos Jogos Olímpicos de Verão de 1920 ocorreram entre 7 e 9 de julho daquele ano em Oostende, cidade costeira da Bélgica. Quatro corridas foram programadas em cada tipo. No total, seis velejadores, em dois barcos, de duas nações inscritas competiram.

## Calendário
| ● | Competições desportivas | ● | Finais |

| Data                      | Julho | Julho | Julho | Julho  |
| Data                      | 7 Qua | 8 Qui | 9 Sex | 10 Sáb |
| ------------------------- | ----- | ----- | ----- | ------ |
| 6.5 Metre                 | ●     | ●     | ●     | ●      |
| Total de medalhas de ouro |       |       |       | 1      |

## Configuração do curso
O seguinte percurso foi usado durante as regatas olímpicas de 6.5 Metre de 1920 em todas as duas corridas:

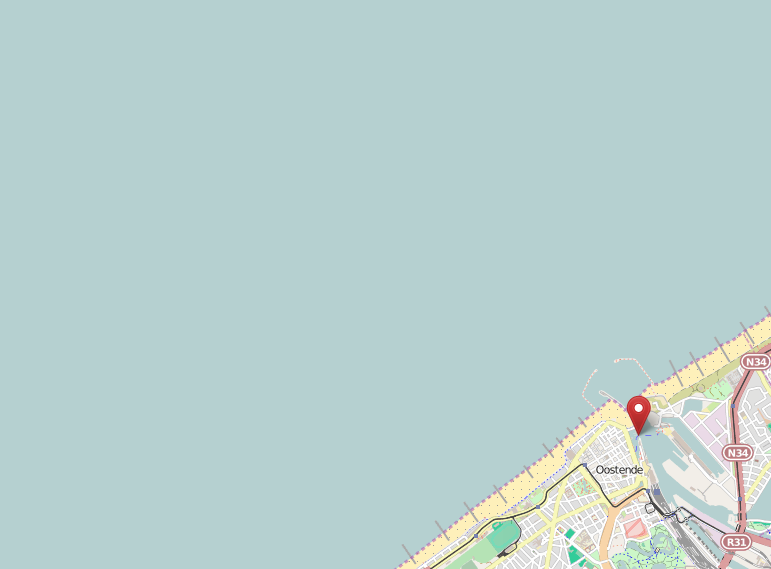
Área do curso

## Medalhistas
O trio neerlandês Joop Carp, Berend Carp e Petrus Wernink consolidou-se na primeira colocação após as três corridas. A medalha de prata ficou com os franceses Albert Weil, Robert Monier e Félix Picon.
|  | NED Países Baixos                    |  | FRA França                            |  |        |
|  | Joop Carp Berend Carp Petrus Wernink |  | Albert Weil Robert Monier Félix Picon |  | nenhum |

## Resultados
Estes foram os resultados da competição:
| Pos.             | Embarcação             | Tripulação                            | 1ª regata | 1ª regata | 2ª regata | 2ª regata | 3ª regata | 3ª regata | Final |
| Pos.             | Embarcação             | Tripulação                            | Pos.      | Pontos    | Pos.      | Pontos    | Pos.      | Pontos    | Final |
| ---------------- | ---------------------- | ------------------------------------- | --------- | --------- | --------- | --------- | --------- | --------- | ----- |
| Medalha de ouro  | Oranje · Países Baixos | Joop Carp Berend Carp Petrus Wernink  | CAN       | 0         | 1         | 1         | 1         | 1         | 2     |
| Medalha de prata | Rose Pompon · França   | Albert Weil Robert Monier Félix Picon | CAN       | 0         | 2         | 2         | 2         | 2         | 4     |